# Arthur-L.-Day-Preis
Der Arthur-L.-Day-Preis (Arthur L. Day Prize and Lectureship) ist ein Preis für Geowissenschaften der National Academy of Sciences. Mit dem Preis ist eine Vorlesungsreihe des Preisträgers verbunden. Er ist nach Arthur Louis Day benannt.
Es gibt auch eine Arthur-L.-Day-Medaille der Geological Society of America.

## Preisträger

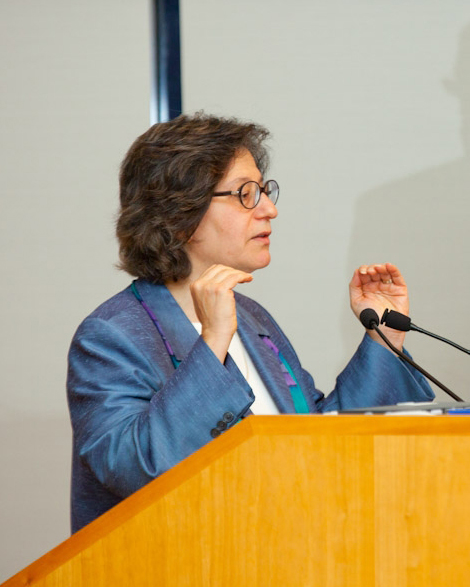
Susan Solomon erhielt den Preis 2017.

Jeweils mit Würdigung aus der offiziellen Laudatio:
- 1972 Hatten Schuyler Yoder für seine Arbeit über Mineralien unter extremen Bedingungen von Druck und Temperatur
- 1975 Drummond Hoyle Matthews, Frederick Vine für die Entdeckung der magnetischen Streifenanomalien am Ozeanboden als Zeitmaßstab für die Neubildung und Plattentektonik des Ozeanbodens.
- 1978 John Verhoogen für fundamentale Arbeiten zur Thermodynamik des Erdkerns und Erdmantels
- 1981 Gerald Joseph Wasserburg für seine Verwendung von Isotopen zum Studium geophysikalischer Probleme des Sonnensystems, von der Entstehung des Sonnensystems bis zur Gesteinsbildung auf dem Mond und im Erdmantel
- 1984 Allan V. Cox für die Entwicklung der Zeitskala für Umkehrungen des Erdmagnetfeldes
- 1987 Harmon Craig für die „meisterhafte Verwendung von Elementen von Wasserstoff bis Sauerstoff bei der Behandlung von Problemen der Kosmochemie, Geochemie des Erdmantels, Ozeanographie und Klimatologie“
- 1990 Ho-kwang Mao für die Messung fundamentaler Eigenschaften von Elementen und Mineralien unter extremen Bedingungen und die Entwicklung von Diamant-Hochdruckzellen bis in die Megabar-Region, wodurch die Kenntnis der Bedingungen im Erdinnern verbessert wurde
- 1993 Hiroo Kanamori für herausragende Beiträge zur Physik der Entstehung von Erdbeben mit Anwendungen auf die Vorhersage
- 1996 James G. Anderson für Pionierarbeit im Studium der Häufigkeit und Chemie von Radikalen in der Stratosphäre und des Einflusses des Menschen auf die Ozonschicht
- 1999 Sean Solomon für die Analyse seismologischer Daten für die Tektonik der Lithosphäre und die Entwicklung globaler tektonischer Modelle des Mondes und der erdnahen Planeten
- 2002 Wallace Broecker für fundamentale Erkenntnisse über die Rolle der Ozeane im Klimasystem
- 2005 Herbert E. Huppert für Pionierarbeiten in geologischer Hydrodynamik
- 2008 Stanley R. Hart für die Begründung der neuen Disziplin der chemischen Geodynamik, der Verwendung chemischer Signale und Isotope von Gesteinen, die mit dem Erdmantel verbunden sind, zur Kartierung und Beschreibung der dynamischen Entwicklung des Erdinnern
- 2011 R. Lawrence Edwards für die Nutzung von Uran-Thorium und stabilen Isotopensystemen zur Quantifizierung abrupter Temperaturwechsel in den letzten 30.000 bis 500.000 Jahren
- 2014 Richard Alley für seine Beiträge zur Geschichte des Klimas durch hochpräzise Datierungen von Eisbohrkernen und für das Aufklären der physikalischen und chemischen Prozesse, die die Anhäufung von Eis und seine Bewegung in Gletschern und Eisströmen bestimmen
- 2017 Susan Solomon für ihre seit drei Jahrzehnten andauernde führende Rolle auf dem Gebiet der atmosphärischen Chemie und des Klimawandels, und für die Verwendung neuer optischer Techniken, mit denen sie zeigte, dass Chlor und Brom – freigesetzt durch Fluorchlorkohlenwasserstoff (FCKW) – Gase sind, die verantwortlich waren für das Ozonloch über der Antarktis, das man 1985 entdeckt hatte.
- 2020 Linda T. Elkins-Tanton für ihre Arbeit, die die geodynamische Modellierung, Petrologie, Geochemie und Felduntersuchungen kombiniert, um Einschränkungen erster Ordnung und grundlegende Einblicke in planetare chemische Differenzierungsprozesse zu liefern.
- 2023 Jerry X. Mitrovica; Mitrovica has advanced our understanding of the complex relationship between sea level and melting ice sheets and their impacts on human societies past and present. Mitrovica’s research explores the structure, dynamics, and evolution of the Earth system through a combination of advanced theoretical work, numerical modeling, and data analysis.